# Aechmea lilacinantha
Aechmea lilacinantha är en gräsväxtart som beskrevs av Elton Martinez Carvalho Leme. Aechmea lilacinantha ingår i släktet Aechmea och familjen Bromeliaceae. Inga underarter finns listade i Catalogue of Life.